# Uli Oesterle
Uli Oesterle (né en 1966) est un auteur de bande dessinée allemand.

## Biographie
Actif dans le fanzinat à partir du début des années 1990, il vit de l'illustration. Son premier album est publié en 1999 et il lance peu après sa première série, Hector Umbra.

## Publications en français
- Frass, Reporter, 2001  (ISBN 2-908710-34-X).
- Hector Umbra t. 1 : Osaka, Akileos, coll. « Outre-Rhin », 2003  (ISBN 2-915168-05-9)[2].
- Hector Umbra, Akileos, coll. « Outre-Rhin », 2009  (ISBN 978-2-355-74040-4). Intégrale regroupant Osaka et les deux tomes suivants non parus séparément en français, Contrées étrangères et La Folie semi-automatique.

## Distinction
- 2004 : Prix ICOM de la meilleure bande dessinée indépendante pour Hector Umbra t. 1
- 2016 : prix de bande dessinée de la fondation Berthold Leibinger pour Vatermilch